# Повчанська височина
Повчанська височина — найвища частина Волинської височини.

## Розташування
Розташована на південному заході Рівненської області, у межах Дубенського району. Зі сходу, південного та північного сходу межує з долиною річки Ікви, з північного заходу — долиною Стиру, з південного заходу — долиною Пляшівки.

## Найвищі точки
Максимальна висота — 361 м і розташована вона поблизу сіл Яблунівка та Повча.
Також поблизу є пагорби з висотою 356, 327 та 321 м.

## Рельєф
Поверхня відзначається поєднанням розчленованих ерозією підвищень і плоских рівнин. Характерні короткі глибокі (до 100 м і більше) балки та яри. Складається з дислокованих девонських відкладів, перекритих крейдою та лесом. Найпоширеніші місцевості: сильногорбисті яружно-балкові з еродованими сірими лісовими ґрунтами під дубово-грабовими лісами, які збереглися фрагментарно (найбільший лісовий масив — між селами Гнатівка і Клин), а також терасні з темносірими опідзоленими ґрунтами й чорноземами опідзоленими. Понад 60 % площі височини розорано.

## Гідрографія
Територія Повчанської височини бідна на водні ресурси, її територією протікають лише дві невеличкі річки — Жабичі (на заході) та Повчанка (на південному-сході).
Є ще декілька невеликих струмків, але вони розташовані на краю височини, поблизу заплав великих річок. Деякі струмки зникли через осушення боліт та меліорацію, як-то струмок Знесена поблизу Кривухи на захід від Дубно.

## Походження назви
Назва височини походить від назви села Повча, яке розташоване в центральній частині височини.

## Пам'ятки та заповідні території
- Олександрівка — зоологічна пам'ятка природи загальнодержавного значення, знаходиться між селами Великі Сади і Тараканів.
- Олександрівка (заповідне урочище)
- Яр «Каменярня», урочище «Біла дебря» — заказник місцевого значення, розташований поблизу села Підбрусинь.